# Lara Vieceli
Lara Vieceli (Feltre, 16 luglio 1993) è un'ex ciclista su strada italiana. Attiva tra le Elite dal 2012 al 2023, ha vinto una tappa al Tour de Bretagne Féminin 2016.

## Palmarès
- 2016 (Inpa-Bianchi, una vittoria)

Prologo Tour de Bretagne Féminin (Yffiniac, cronometro)

### Altri successi
- 2015 (S.C. Michela Fanini Rox)

Classifica giovani Trophée d'Or féminin
- 2016 (Inpa-Bianchi)

Classifica scalatrici Giro della Toscana Femminile-Memorial Michela Fanini

## Piazzamenti

### Grandi Giri
- Giro d'Italia

2012: ritirata (9ª tappa)
2013: 106ª
2015: 48ª
2016: 57ª
2017: 62ª
2018: 44ª
2019: 70ª
2020: fuori tempo massimo (6ª tappa)
2021: ritirata (7ª tappa)
2022: 95ª
- Tour de France

2023: non partita (2ª tappa)

### Competizioni mondiali
- Campionati del mondo

Toscana 2013 - Cronosquadre: 12ª

### Competizioni continentali
- Campionati europei

Nyon 2014 - In linea Under-23: 23ª
Tartu 2015 - In linea Under-23: 44ª